# Асквит, Джулиан, 2-й граф Оксфорд и Асквит
Джулиан Эдвард Джордж Асквит, 2-й граф Оксфорд и Асквит (англ. Julian Edward George Asquith, 2nd Earl of Oxford and Asquith, 22 апреля 1916 — 16 января 2011) — британский государственный и колониальный деятель, администратор Сент-Люсии (1958—1962), губернатор Сейшельских островов (1962—1967).

## Биография
Родился в семье Рэймонда Асквита, сына премьер-министра Великобритании Герберта Асквита.
Окончил колледж Ampleforth College. По окончании Баллиол-колледжа в 1941 г. получил степень магистра. В 1942—1948 гг. служил лейтенантом в инженерном подразделении Королевских вооруженных сил в Палестине (1942-48).
- 1949—1950 гг. — заместитель секретаря-председателя британской администрации Триполитании,
- 1951 г. — директор внутренних дел Триполитании,
- 1952—1953 гг. — советник премьер-министра Ливии.
- 1953—1958 гг. — административный секретарь Занзибара,
- 1958—1962 гг. — администратор Сент-Люсии,
- 1962—1967 гг. — губернатор Сейшельских островов. В 1966 г. активно способствовал прекращению забастовки трудящихся, требовавших повышения заработной платы, когда работодатели пошли на уступки протестующим.
- 1971 г. — председатель Конституционного суда (Constitutional Commander) Каймановых островов,
- 1973—1974 гг. — председатель Конституционного суда островов Теркс и Кайкос.

С 1974 г. в отставке.
До реформы 1999 г. являлся членом палаты лордов британского парламента.
Женой его с 1947 года была дочь Майкла Паларета Анна (1916–1998), у них два сына (Раймонд Асквит и Асквит, Доминик) и три дочери.